# Tofssatängfågel
Tofssatängfågel (Cnemophilus macgregorii) är en fågel i familjen satängfåglar inom ordningen tättingar.

## Utseende och läte
Tofssatängfågeln är en rätt stor och knubbig fågel med fyrkantigt huvud. Hanen har blått öga, svart undersida och en otydlig tofs på pannan. Ovansidan är lysande gul i sydöstra delen av utbredningsområdet och bjärt scharlakansröd i resten. Honan är olivgrön med orangebrunt på vingar på stjärt. Hanen är omisskännlig, medan honan liknar hona svart satängfågel. Den är dock större och utmärks genom sina ljusgrå ögon. Från hanen hörs raspiga morrande ljud och hörbara vingslag.

## Utbredning och systematik
Tofssatängfågel delas in i två underarter:
- C. m. sanguineus – förekommer i höglänta områden på centrala och östra Nya Guinea
- C. m. macgregorii – förekommer i bergstrakter på sydöstra Nya Guinea

Sedan 2016 urskiljer Birdlife International och naturvårdsunionen IUCN sanguineus som den egna arten "röd satängfågel". 

### Familjetillhörighet
Satängfåglar behandlades traditionellt som en del av familjen paradisfåglar. Genetiska studier har dock visat att de är avlägset släkt och utgör en helt egen utvecklingslinje. Det är oklart exakt vilka deras närmaste släktingar är, där studierna gett olika resultat, antingen basalt i Corvoidea,, som systergrupp till vårtkråkor och hihier eller basalt i Passerida nära en grupp som bland annat består av sydhakar och kråktrastar.

## Status
IUCN hotkategoriserar underarterna (eller arterna) var för sig, båda som livskraftiga.